# 素敵にダマして!
『素敵にダマして!』 (すてきにダマして) は、1992年4月15日から6月24日まで、日本テレビ系列で毎週水曜22:00 ‐ 22:54(JST)に放送されていた日本のテレビドラマ。主演は髙嶋政宏と野村宏伸。

## キャスト
- 大場哲也:髙嶋政宏

詐欺行為が発覚し服役。短期間で出所したが社会的信用を失ってしまう。老婆から映子に奪われた家を取り戻して欲しいと依頼される。　
- 東条映子:鈴木京香

やり手の詐欺師。老婆の住んでいた海岸沿い豪邸を騙し取る形で奪ったことから、哲也と攻防戦を繰り広げる内に次第に心が傾いてゆく。冷酷な印象だが、のちに利用していた詐欺グループから仕返しを受ける。
- 平井章子:国生さゆり
- 武田真由:川越美和
- リンダ:岡本夏生
- モモコ:島崎和歌子
- マリー:鈴木亜希子
- ＿＿:生田智子
- 猪股聡:栗田貫一
- 森健太郎:野村宏伸

## テーマ曲
- 主題歌:「サヨナラ」/GAO[1]
- 挿入歌:「WARRIOR」/山本実枝

## スタッフ
- 脚本:清水有生
- プロデュース:阿部祐三、水田伸生
- 演出:和田豊彦、赤羽博
- 制作:AVEC、日本テレビ

## サブタイトル
1. お金が欲しい
2. 愛が欲しい
3. あなたが欲しい
4. 心が欲しい
5. 絆が欲しい
6. 信じて欲しい
7. 返して欲しい
8. ついて来て欲しい
9. あの子が欲しい
10. いい愛が欲しい
11. やっぱりお金が欲しい!